# Glyphodes rhombalis
Glyphodes rhombalis là một loài bướm đêm trong họ Crambidae.